# Mozart: Hegedűverseny No. 5
Az A-dúr hegedűverseny No. 5, K. 219 amelyet Wolfgang Amadeus Mozart 1775-ben írt, és az év telén mutatott be (pontosan 1775. december 20-án keletkezett).

## Tételek
Ez a mű is a hagyományos gyors-lassú-gyors koncertfelépítést alkalmazza. Tételei:

### Allegro Aperto – Adagio – Rondo (Tempo di Minuetto)
A zenekar teljesen mozarti indítása után szokatlan módon a szólóhegedű egy rövid dolce bevezetéssel indít, ami egy egészen primitív kísérettel van ellátva. Ezután a szonátaforma szokásos elemei következnek.
A koncert zenekari bevezetője akár egy tipikus korai-klasszikus szimfónia élén is állhatna. Néhány évtizeddel ezelőtt főként a Mannheimben élő zeneszerzők írtak hasonló, rendkívül egyszerű elemekből építkező, de annál hatásosabb, erőteljesebb nyitótaktusokat.
Az első tétel melléktémája viszont egészen másfajta műfajt juttat eszünkbe. Az ilyen könnyed, játékos motívumok inkább a kor szórakoztató zenéjében, a divertimentókban, szerenádokban otthonosak.
Szimfónia és divertimento – két eléggé különálló műfaj elemei ötvöződnek tehát Mozart A-dúr hegedűversenyében. A 19 éves zeneszerző, aki már több szimfónia-remekre tekinthet vissza, s a szerenádok, divertimentók terén is kimagaslót alkotott, aki hihetetlen alkalmazkodó-képességét számtalan műfajban bizonyította, úgy látszik most eredményeinek újszerű egyesítésével lép tovább. Erre pedig éppen a sokféle elemet, sokféle hangvételt, stílust magába olvasztani képes versenymű-műfaj a legalkalmasabb. A versenymű-szerző Mozart komolyabb, jelentőségteljesebb hangon szólalhat meg, – de tragikus mélységek, szimfonikus ünnepélyesség nélkül; ugyanakkor gáláns választékossággal, de nem divertimento-könnyedséggel.
A témák maguk többértelműek. Vegyük példának az első tétel főtémáját, pontosabban: azt a zenei gondolatot, melyet a szólóhangszer mutat be először. A bécsi klasszika zenei nyelvének egy igen jellegzetes motívum-típusával állunk szembe. A dallam a dúr hármashangzat hangjaiból építkezik, a hármashangzat-vázat éppen csak díszíti, kisebb trillákkal, átmenő hangokkal, itt-ott körülírja Mozart. A pregnáns, pontozott ritmus pedig különösen megsokszorozza a téma energiáját. Hasonló energikus nyitó-gondolatokat számtalan műből idézhetnénk, az egyik legszebbet talán a Szöktetés a szerájból Constanzéja énekli; a híres C-dúr ária kezdetén.
Csakhogy a Hegedűverseny hangneme nem a reprezentatív-ünnepélyes, erőteljes C-dúr, hanem Mozartnál mindig inkább bensőséges, gyengéd érzelmeket árasztó, az operák nagy szerelmi jeleneteihez kötődő A-dúr. Különös ellentét feszül tehát a téma karaktere és hangneme közt; egyrészt határozott és energikus, másrészt mégis visszafogottabb, intimebb ez a zenei gondolat. Persze jogosnak látszik az ellenvetés: a hármashangzatos motivikát, a pregnáns ritmust halljuk, azt azonban, hogy mindez milyen hangnemben szól, a legtöbb ember nem érzékeli. Ez így igaz; ám a hangnemet felfoghatjuk ebben az esetben egyfajta „szerzői utasításként” is; az előadó feladata, hogy valamilyen módon érzékeltesse a kettősséget.
A műben van egy olyan formai ötlet, mely ugyan nem teljesen ismeretlen a versenymű-irodalomban – Mozart, mint a kutatók gyanítják, Carl Philipp Emanuel Bachtól leshette el – de azért elég szokatlan: a zenekari expozíció után rövid recitativo jellegű szakasz következik, mely szinte váratlan lassútétel-részletként töri meg a darab folyamatát, s szinte zenei kettőspont módjára hívja föl a figyelmet a tempót újra helyreállító szóló-expozíció kezdetére.
A szóló-expozíció kezdetének ilyen különleges előkészítése kétségkívül nagy feszültséget teremt; önmagában azonban nem magyarázza, miért érezzük a hegedű-dallam megszólalásakor, hogy valami régen várt teljesedik be; miért érezzük úgy, hogy a téma, noha most halljuk először, ismerősen cseng. A versenymű nyitótételében gyakori megoldás, hogy a forma második része, a szóló-expozíció új gondolattal indul, s csak ezután következnek sorban a zenekari expozícióban megismert témák. Ebben az esetben azonban – s itt kell keresnünk a titok nyitját – másról van szó. A hegedű új melódiája nem a zenekari expozícióban megismert főtéma-anyag elé kerül, (hiszen a bevezetés funkcióját ezúttal a rendkívüli recitativo vállalta magára), hanem fölé. Vagyis a formának ezen a pontján egyszerre hall újat és ismertet a hallgató; helyesebben: itt derül ki számára, hogy a zenekari expozíció csak félig mondta ki a tétel főanyagát. Mindössze annyit mutatott be, ami később a szóló-expozíció elején megszólaló melódia kísérete lesz majd. Kíséret, mely persze – s talán ez még fontosabb – nemcsak alárendeltje, hanem egyben mellérendeltje is a dallamnak. Hiszen mindkét anyag egyszerű hármashangzat felbontásra épül. A hegedű-dallam e témának mindössze variánsa, lehető legegyszerűbb ellenpontja – hangköz-sejtjei megegyeznek.
S ezzel máris a darab igen gazdag motivikus összefüggéseihez jutottunk közelebb. Úgy tűnik, mintha a hármashangzat-felbontás egyfajta vezérgondolata lenne a kompozíciónak. Számtalan témában, átvezető részletben, kísérő figurában ismerünk rá. A tételt lezáró motívum is hármashangzat-felbontás.

### Adagio
Csak a középső lassútétel vállal egyfajta hangulat-kört, hangulati egységet. Antonio Brunetti hegedűművész, aki Mozart mellett szintén hangversenymesterként működött Salzburgban, s aki ugyancsak játszotta Mozart hegedűversenyeit, utóbb más lassútétel írására ösztönözte a zeneszerzőt (eredménye: É-dúr Adagio hegedűre és zenekarra, K. 261). Hogy miért, örök rejtély marad. Persze ez is kapott már magyarázatot: Brunetti valószínűleg egyszerűen túl hosszúnak és nehéznek találta a művet.
Ebbe a műbe egyébként éppen ez a darab illik; a két, sokféle elemet ötvöző saroktétel közt éppen ez a bensőséges nyugalmú, egyszerű muzsika teremt jóleső kontrasztot.

### Rondo – Tempo di Minuetto
A harmadik tétel rondó, de a főtéma itt egy menüett.
És hármashangzat-felbontás szól a finale közepén is. Itt mollban hangzik fel az ismerős motívum, különös, keleties színt öltve magára; de a különbségek ellenére a rokonság annyira kézzelfogható, hogy csakis nagyon tudatos szerkesztői szándékot feltételezhetünk mögötte. Pedig a feltételezés nem biztos, hogy megalapozott; szinte hihetetlennek tűnik, de tény, hogy Mozart ezúttal nem tett mást, mint egy régebbi balett-zene részletét változatlanul új művébe illesztette.
Mozart jellegzetes „törökös” zenéinek egyike ez; a Szöktetés a szerájból török zenéjének előképe, éppen a Szöktetésé, melyből – talán ez mégis több, mint véletlen? – Constanze áriáját az első tétel főtémájának rokonaként idézhettük. A vaskos, barbár, kicsit félelmetes, kicsit mulatságos török táncmuzsika párja pedig mi lehetne más, mint a könnyed menüett, melyet szinte idealizált formában, behízelgő dallamossággal idéz fel Mozart, s állít a rondó-szerkezetű finale élére.
Egyébként, ha kötözködni akarunk, nem teljesen törökös muzsikáról van szó: az itt található elemek nagy része a magyar verbunkosmuzsika része is; valószínű, hogy Mozart ötleteinek egy részét innen vehette; alátámasztja ezt, hogy abban az időben a magyar verbunkoszene Habsburg Birodalom szerte kedvelt volt.
Némi túlzással azt mondhatnánk, Kelet és Nyugat hangja áll szemben ebben a finale-táncfantáziában. Drámai ellentétről azonban aligha van szó. Mozart inkább játszik a különböző stílus-elemekkel, tánc-fajtákkal; ahogy – s ez megint a teljes kompozíció összefüggéseire vet fényt – az első tételben is szinte játékosan vegyítette össze a komolyabb szimfonikus hangot a könnyed divertimentóval.
A teljes kompozíció végén, a zárótétel utolsó taktusaiban is ugyanazt a motívum-fajtát fedezhetjük fel, amit az első tételben láttunk: a hármashangzatokra épülőt.

## Egyebek
A mű megszólaltatásához a szólista és a szokásos vonós hangszerek mellett két oboa, és ugyanennyi kürt szükséges.
Az egész mű kb. 28 perc.

## Külső hivatkozások
- A hét zeneműve a Bartók rádióban, Kovács Sándor előadása (1981)